# Carausius spinosus
Carausius spinosus är en insektsart som beskrevs av Brunner von Wattenwyl 1907. Carausius spinosus ingår i släktet Carausius och familjen Phasmatidae. Inga underarter finns listade.